# جاك ريتشاردسون (ملحن)
جاك ريتشاردسون (بالفرنسية: Jack Richardson)‏ (و. 1929 – 2011 م) هو منتج أسطوانات، وملحن كندي، ولد في تورونتو، توفي في لندن، عن عمر يناهز 82 عاماً.

## جوائز
حصل على جوائز منها:
- نيشان كندا من رتبة عضو.

## روابط خارجية
- جاك ريتشاردسون على موقع ميوزك برينز (الإنجليزية)
- جاك ريتشاردسون على موقع أول ميوزيك (الإنجليزية)
- جاك ريتشاردسون على موقع ديسكوغز (الإنجليزية)